# Pierre Frolla
 (mars 2024).
Pierre Frolla, né le 14 février 1975, est un plongeur apnéiste monégasque, auteur de quatre records du monde en apnée, trois en immersion libre et un en poids variable. Instructeur d’apnée et de plongée scaphandre, moniteur de secourisme, coordinateur des activités subaquatiques de Monaco, il est le cofondateur de l'École Bleue et le dirigeant du CSAM (Centre de Sauvetage Aquatique).
Il intervient également auprès d'entreprises en tant que conférencier et animateur d'événements, représente plusieurs marques et sponsors et est engagé auprès d’œuvres caritatives.

## Biographie
Pierre Frolla est né à Monaco et a débuté l'apnée avec son frère Philippe, s'initiant à cette discipline à travers la chasse sous-marine, qu'ils pratiquent à l'imitation de leur père Claude, pêcheur réputé dans la région (membre de l'équipe nationale monégasque de chasse sous-marine de 1960 à 1970).[réf. souhaitée]

### Études universitaires et sport de haut niveau
En 1994, Pierre Frolla rencontre celui qui deviendra son mentor Claude Chapuis et d'autres apnéistes comme Loïc Leferme. Il pratique la plongée en apnée dans la rade de Villefranche-sur-Mer. Alors étudiant à la faculté des sports de Nice, Pierre Frolla partage son temps entre ses études afin de devenir professeur d'EPS, et ses entraînements en mer.[réf. souhaitée]
Compétiteur international de judo, il s'entraîne en vue de préparer les Jeux Olympiques d'Atlanta de 1996, mais une grave blessure à l'épaule lors des mondiaux de 1995 met fin à ses espoirs professionnels dans ce sport : c'est alors qu'il se réoriente vers l'apnée, qui n'est pas contre-indiquée pour sa condition.[réf. souhaitée]

### Professionnalisation
Il participe à la rédaction des règlements des premières compétitions et à la création de l'AIDA (Association Internationale pour le Développement de l'Apnée).
Il obtient son diplôme à la faculté de Nice (UFR Staps Nice, Master en Éducation, Motricité et Management), et passe son monitorat de plongée à Borme-les-Mimosas.
L'apnéiste monégasque devient un des meilleurs apnéistes français (bien que Monégasque) et s'impose en poids variable à trois reprises.
- En 1997, 1998 et 1999, il devient recordman de France à -80 mètres, -82 mètres et -90 mètres en poids variable.

Après un grave accident en avril 1999 à -108 mètres lors d'un entraînement en vue du record du monde, il change de cap et choisit, sous les conseils de Loïc Leferme, la discipline de l'immersion libre. Le 4 octobre 1999, avec une plongée en immersion libre à -72 mètres à Saint-Jean-Cap-Ferrat, il devient triple recordman de France, d'Europe et du monde.
En 2000 il choisit Serge Vermillhac, rencontré en 1997, comme entraîneur, jusqu'à sa retraite en 2007.
- Le 23 juillet 2000, Pierre Frolla bat son propre record du Monde en immersion libre et atteint la profondeur de -73 mètres (Monaco).
- A l'été 2001, il améliore à nouveau son record du Monde en immersion libre en atteignant -80 mètres[3] (Monaco).

Après s'être blessé en se préparant aux -90 mètres en immersion libre, Pierre Frolla décide de revenir à la discipline de l'apnée en poids variable.
En juillet 2004, Pierre Frolla revient à l'apnée en poids variable et devient recordman du monde de la discipline avec une profondeur de -123 mètres,.
Pierre Frolla décide d’arrêter la compétition en 2007 après de nombreux accidents, et notamment la mort de son ami et quintuple recordman du Monde Loïc Leferme, décédé pendant un entraînement dans la rade de Villefranche-sur-Mer le 11 avril 2007.

## Autres activités
En 2002, Pierre Frolla a cofondé avec Jean-Pierre Giordano, le club de plongée "L'École Bleue - Académie de la mer", basé sur la plage du Larvotto à Monaco. Il est le dirigeant de cette école où trois disciplines sont enseignées : la randonnée palmée, la plongée bouteille et l'apnée ouverte au sein du Centre de Sauvetage Aquatique et de Plongée de Monaco (CSAPM) qu'il dirige.
Depuis 2018, Pierre Frolla preste chaque année une série de 10 stages d'apnée de 2 jours, comme une tournée internationale : le FreeDiving Tour.
Il coache des acteurs de cinéma pour le tournage de scènes aquatiques, comme pour la série de CANAL+ "Deep",.
Il participe à de nombreuses conférences, en entreprises ou lors des séminaires internationaux de types TEDx.

## Palmarès

### Apnée en immersion libre
- 2001 : record du Monde (-80 m)[3]
- 2000 : record du Monde (-73 m)
- 1999 : record de France, d'Europe et du Monde (-72m)

### Apnée en poids variable
- 2004 : record du Monde (-123 m)[4]
- 1999 : record de France (-90 m)
- 1998 : record de France (-82 m)
- 1997 : record de France (-80 m)

## Distinction
Pierre Frolla a été distingué :
- Chevalier de l'Ordre du Mérite Maritime, par Madame Marine De Carne, Ambassadeur de France à Monaco en décembre 2018[10].
- Chevalier de l'Ordre de Saint Charles (Monaco)
- Médaillé de Vermeille de la Jeunesse et des Sports (Monaco)

## Causes défendues

### Défense des requins
Terrorisé enfant par les requins, Pierre Frolla s'investit en faveur de la cause des requins, dans la sensibilisation et la protection de ces animaux, sans pour autant omettre qu'ils restent dangereux.
Il donne notamment des conférences sur ce sujet dans le monde. En novembre 2012, il nage pendant 45 minutes auprès des 25 requins dans l'Aquarium de Paris afin de montrer leur inoffensivité pour sensibiliser le public à leur protection. Il se spécialise dans la photo sous-marine et le marquage des requins, étant l’un des rares à pratiquer ces missions sans protection.

### Engagement caritatif
- Il est ambassadeur[15] et vice-président du Comité technique national de la Fédération monégasque des activités subaquatiques[16].
- Il soutient l'Amade (Association nationale monégasque des amis de l'enfance) créée par la Princesse Grace de Monaco.
- Il s'investit dans la lutte contre la mucoviscidose avec l'association Étoiles des neiges[17] et milite en faveur du don d'organes.
- Il fait partie du collectif d'athlètes Champions de la paix / Peace and Sport[18], aux côtés de Christian Karembeu, Sébastien Chabal, Novak Djokovich, Sébastien Loeb, Daniel Elena ou encore Joël Bouzou.
- Il parraine l'association Tatsa (Thai After Tsunami Schooling Aid[19]), aidant les enfants victimes du tsunami de décembre 2004.
- En 2006, il lance l'Opération Poséidon[20],[21],[22], au profit d'œuvres caritatives qu'il soutient afin de récolter des fonds pendant le Grand Prix de Monaco en se servant du drapeau à damier. Tous les pilotes de Formule 1 signent le drapeau le jeudi lors de la première journée d'essais libres. Il est ensuite envoyé par soixante mètres de fond dans les eaux bordant la Principauté puis remonté en apnée par Pierre Frolla et utilisé pour lancer le début du Grand Prix. Le drapeau est ensuite vendu aux enchères en présence du prince Albert II de Monaco[23],[24].
- En été 2013, il participe au jeu télévisé Fort Boyard avec Karine Ferri, Leslie Lemarchal, Fauve Hautot, Mickael Miro, Arnaud Tsamere, pour l'association Grégory-Lemarchal. Il est le recordman du temps passé sans respirer dans l'épreuve de la Cage Immergée.
- Il est ambassadeur de la Fondation Princesse Charlène de Monaco[25].

## Sponsoring et publicités
- Pierre Frolla est ambassadeur pour la marque AquaLung.
- Ils ont également développé une combinaison appelée Oceanwings, de type WingSuit, lui permettant de planer dans l'eau[26] en utilisant les flux ascendants et descendants. L'Oceanwings permet de ne pas avoir à palmer et donc de s'approcher au plus près des animaux marins, voire de les attirer[27].
- Pierre Frolla est également ambassadeur de la marque Hamilton Watch.